# Guelta d’Archei

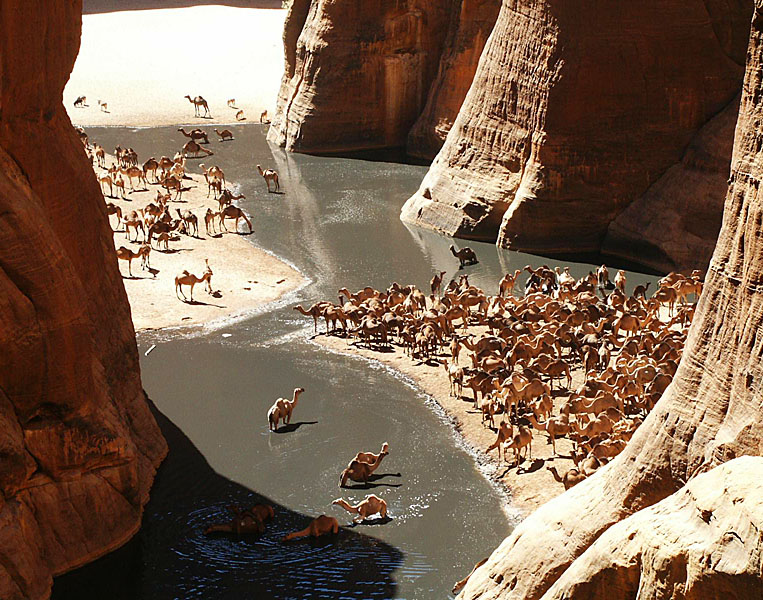
Dromedare im Guelta d'Archei

Das Guelta d’Archei ist eine Wasserstelle und wahrscheinlich das berühmteste Guelta in der Sahara. Es liegt auf dem Ennedi-Plateau im Nordosten des Tschad südöstlich der Ortschaft Fada. Das Guelta wird von verschiedenen Tieren genutzt. 

## Krokodile im Guelta d'Archei
Sehr erstaunlich sind die 2001 in der Schlucht gesichteten fünf Krokodile. Staewen berichtet anlässlich seiner Tibestireise im Frühjahr 1964 noch von neun Krokodilen, wobei die längsten Exemplare bis zu 1,80 m maßen. Zwischen den Jahren 2008 und 2012 wurden verschiedentlich zwischen sechs und neun Krokodile gezählt.
Überreste aus dem mittleren Holozän sind ebenso wie Felszeichnungen ein Anhaltspunkt dafür, dass diese Spezies in dem Gebiet der heutigen Wüste früher weit verbreitet war; ebenso wie in Sümpfen und Flüssen an der südlichen Mittelmeerküste. Die kleine Gruppe der überlebenden Panzerechsen im Guelta stellt wohl die letzte in der östlichen Sahara noch vorkommende Population dar; die Tiere, die in der Nähe von Tagant im Gebirge lebten, sind wahrscheinlich 1996 ausgestorben. Auch die bis in das späte 20. Jahrhundert nachgewiesenen Populationen in Algerien, Marokko und Tunesien sind mittlerweile erloschen. Lediglich in Mauretanien kommen noch in drei südlichen Saharagebieten (Tagant, Assaba and Affole) Krokodile vor. Neue DNA-Untersuchungen zeigen, dass es sich nicht um das Nilkrokodil handelt, sondern um das äußerst seltene Westafrikanische Krokodil.

## Touristischer Zugang
Das Guelta d’Archei ist abgelegen und nicht durch Straßen oder Pisten erschlossen. Die Schlucht selbst ist mit einem geländegängigen Fahrzeug oder einem Kamel erreichbar. Der für Fotos typischerweise gewählte Aussichtspunkt erfordert zusätzlich einen rund einstündigen Fußmarsch durch felsiges Gelände. Um das Guelta von N’Djamena aus der Hauptstadt des Tschad zu erreichen, benötigt man mit dem Geländewagen ungefähr vier Tage.